# Sean Bean

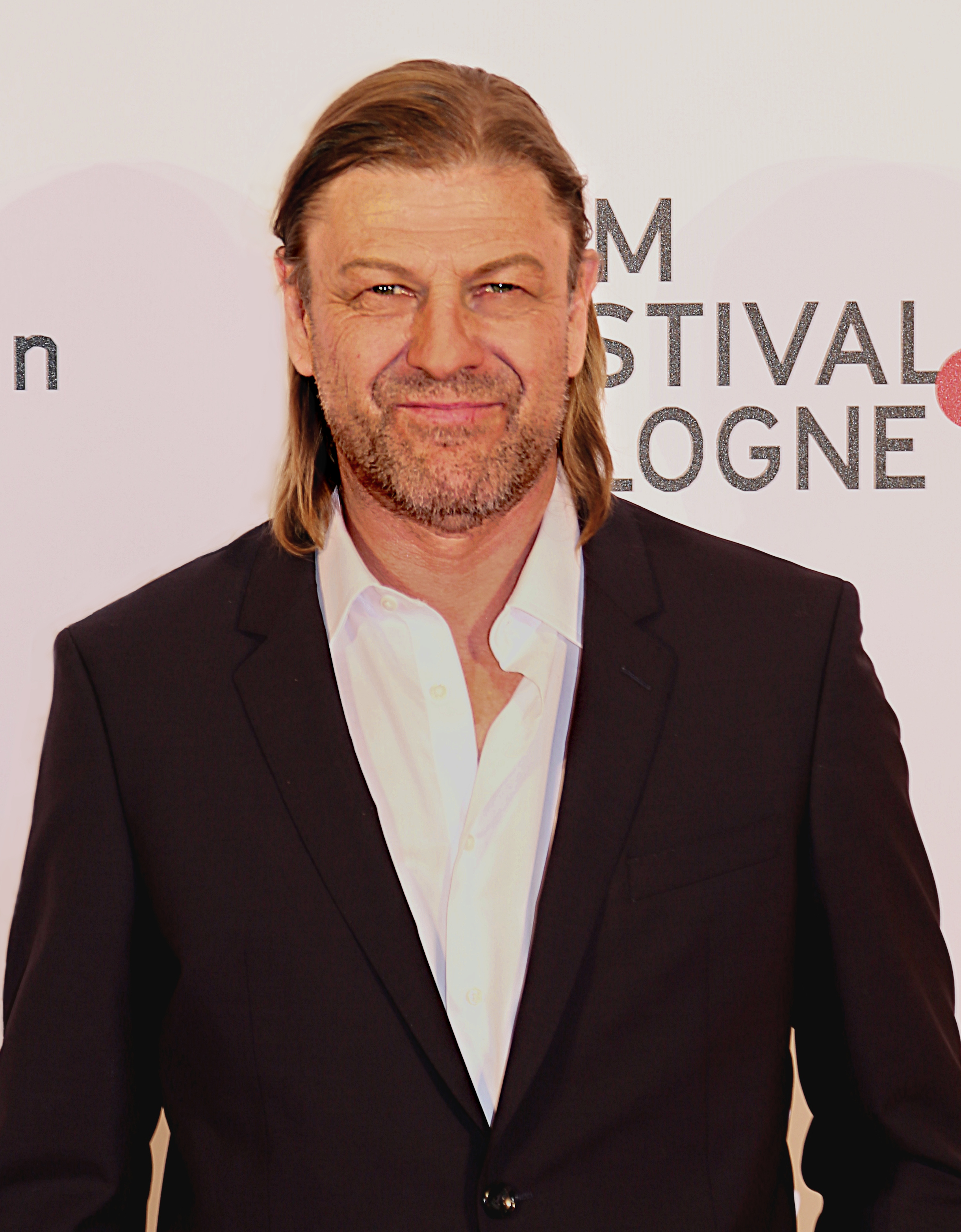
Sean Bean (2017)

Sean Bean [ʃɔ:n bi:n] (* 17. April 1959 in Sheffield, England als Shaun Mark Bean) ist ein britischer Schauspieler.
Beans künstlerische Tätigkeit erstreckt sich auf Theater, Radio, Musikvideos, Fernsehen und Film. Sein Markenzeichen sind zwielichtige, meist facettenreiche und komplexe Charaktere und der häufige Tod seiner Rollen.

## Werdegang
Sean Bean wurde in Sheffield als Sohn des Eigentümers eines großen Metallverarbeitungsbetriebes geboren. Mit einer jüngeren Schwester wuchs Bean in gutbürgerlichen Verhältnissen im Sheffielder Stadtteil Handsworth auf. 1975 verließ er die Gesamtschule mit zwei O-Levels (mittlere Reife) in Englisch und Kunst. Bevor er Schauspieler wurde, arbeitete Bean in der Firma seines Vaters und in einem Supermarkt als Käseverkäufer. 1981 erhielt Bean ein Stipendium der hochdekorierten Londoner Schauspielschule RADA (Royal Academy of Dramatic Art) und schloss hier sein Schauspielstudium 1983 mit Auszeichnung ab.
Seinen ersten Bühnenauftritt hatte er 1983 im Watermill Theatre in Newbury, Berkshire, als Tybalt in Romeo und Julia. Als Mitglied der Royal Shakespeare Company folgten zahlreiche weitere Theaterrollen und 1986 seine erste Filmrolle in dem Film Caravaggio. Seit den späten 1980er und den frühen 1990er Jahren wurde er ein aktiver Fernsehdarsteller und war unter anderem mehrfach in Produktionen der BBC zu sehen. 1996 spielte er im Sportdrama Immer wieder samstags die Hauptrolle des Fußballspielers Jimmy Muir, was auch mit Beans Jugendtraum zusammenhing, einmal selbst Profifußballer zu werden.
Bekanntheit erlangte Bean auch durch die Hauptrolle des Richard Sharpe, die er seit 1993 in der ITV-Serie Die Scharfschützen verkörperte. Die Serie wurde besonders in Großbritannien mit großem Erfolg ausgestrahlt. Bean selbst verbindet nach eigener Aussage sehr viel mit der Rolle, auch wenn er zwischenzeitlich so sehr mit ihr identifiziert wurde, dass seine sonstige Karriere ins Stocken geriet.
Den Eintritt nach Hollywood schaffte Bean 1994 mit der amerikanischen Serie Scarlett. Bereits 1992 verkörperte er in Die Stunde der Patrioten die Rolle des Hauptschurken in Form eines irischen Terroristen an der Seite von Harrison Ford. 1995 spielte er dann in GoldenEye erneut die Rolle des Bösewichts Alec Trevelyan, womit ihm der endgültige Durchbruch gelang. Die Jahre danach war Sean Bean in Filmen wie Ronin, Sag kein Wort, Das Vermächtnis der Tempelritter und Die Insel in weiteren Hauptrollen, zumeist wieder die des Gegenspielers, zu sehen.
Seine bisher wohl bekannteste Rolle spielte er als Boromir in Peter Jacksons Filmtrilogie Der Herr der Ringe nach den Büchern von J. R. R. Tolkien. Wie der Großteil des restlichen Schauspielerteams ließ auch Bean sich ein Tattoo in Form des Wortes „nine“ an der Schulter anbringen. 2004 spielte er in Wolfgang Petersens Epos Troja die Rolle des Odysseus. Weitere Bekanntheit erreichte er 2006 durch die Verkörperung des Familienvaters Christopher da Silva in der Videospielverfilmung Silent Hill. Auch in der 2012 veröffentlichten Fortsetzung Silent Hill: Revelation wirkte er wieder mit.
Im Winter 2002/2003 kehrte er in einer Aufführung des Shakespeare-Stücks Macbeth im Londoner West End auf die Bühne zurück. Er hatte auch einen Auftritt im Musikvideo zu We Are All Made of Stars von Moby; in diesem Video sitzt er in einem DeLorean-Sportwagen.
2008 kehrte Bean auf die Fernsehbildschirme zurück, angefangen mit dem vorerst letzten der 16 Filme aus der insbesondere in England erfolgreichen Reihe Die Scharfschützen – Sharpe’s Peril. Ab 1993 waren Teile der bislang 24 erfolgreichen zusammenhängenden historischen Kriminalromane des Londoner Schriftstellers Bernard Cornwell OBE in variierenden zeitlichen Abständen mit Bean in der Hauptrolle verfilmt worden. In der dreizehnteiligen US-amerikanischen Neuverfilmung von Defoes Klassiker Robinson Crusoe spielt Bean Crusoes Vater. Im Sommer 2009 filmte Bean den Mittelalter-Horror-Thriller Black Death in Deutschland. 2011 spielte er die Rolle des Eddard Stark in der ersten Staffel der US-Serie Game of Thrones. 2012 stellte er in der BBC-Kriminal-Anthologieserie Accused – Eine Frage der Schuld überzeugend einen unglücklich verliebten Transvestiten dar. 2017 erschien mit der Miniserie Broken über einen mit Leib und Seele dienenden katholischen Gemeindepriester die zweite Zusammenarbeit Beans mit Filmemacher Jimmy McGovern (Accused). 2021 war er in der Serie Snowpiercer in der Rolle des Antagonisten Joseph Wilford zu sehen. Im August 2022 äußerte er sich kritisch über den Einsatz von Intimitätskoordinatoren, da aus seiner Sicht die Freiheit und Kreativität der Schauspieler in intimen Szenen genommen werde. Auf seine Aussage reagierte unter anderen Lena Hall, die mit Bean während der Dreharbeiten zu Snowpiercer gute Erfahrungen bezüglich Intimität machte, sie dies aber auf Beans Professionalität begründet sieht und generell nicht auf einen Intimitätskoordinator verzichten würde wollen.
In der deutschen Synchronisation wird Bean meistens von Torsten Michaelis synchronisiert. In den Silent-Hill-Filmen wurde er von Florian Krüger-Shantin gesprochen.

## Auszeichnungen
Für seine Darstellung in Der Herr der Ringe: Die Rückkehr des Königs gewann Sean Bean 2004 drei Awards von der Screen Actors Guild, der National Board of Review und der Broadcast Film Critics Association.
Von den Hochschulen seiner Geburtsstadt, der Sheffield Hallam University und der University of Sheffield, bekam Bean bereits zweimal den Ehrendoktor-Titel verliehen. 1997 bei der ersten und 2007 bei der zweiten für Englische Literatur. Zudem gilt er nach dem Fußballer Gordon Banks als zweitwichtigste Berühmtheit seiner Heimatstadt.

## Persönliches
Bean ist zum fünften Mal verheiratet und hat drei Töchter. Seine erste, 1981 geschlossene Ehe mit Debra James blieb kinderlos. Mit seiner Schauspielkollegin Melanie Hill war er von Februar 1990 bis August 1997 verheiratet; sie spielte in Immer wieder samstags seine Schwester. Aus dieser Ehe stammen zwei Töchter. Mit der Schauspielerin Abigail Cruttenden war Bean von November 1997 bis Juli 2000 verheiratet; aus dieser Ehe stammt eine Tochter. Bean und Cruttenden hatten sich 1996 bei den Dreharbeiten zu der Fernsehserie Die Scharfschützen kennengelernt, bei der sie in vier Episoden gemeinsam vor der Kamera standen. Im Februar 2008 heiratete er die Schauspielkollegin Georgina Sutcliffe. Die Trennung erfolgte im Sommer 2010, und ein Londoner Gericht sprach am 21. Dezember desselben Jahres die Scheidung aus. Zuvor war Bean verhaftet worden, weil aus einem Streit eine Prügelei geworden war. Im Juni 2017 heiratete er Ashley Moore, mit der er seit 2014 verlobt war.

## Filmografie (Auswahl)
- 1986: Caravaggio
- 1988: The Storyteller – Die wahre Braut (The True Bride)
- 1988: Stormy Monday
- 1989: Ein erfolgreicher Mann (How to Get Ahead in Advertising)
- 1989: Tod in Namibia (Windprints)
- 1990: Das Feld (The Field)
- 1990: Lorna Doone (Fernsehfilm)
- 1991: Clarissa (Britische Miniserie)
- 1992: Die Stunde der Patrioten (Patriot Games)
- 1992: Inspektor Morse, Mordkommission Oxford (Inspector Morse, Fernsehserie, Folge 6x04)
- 1993: Lady Chatterley (Miniserie)
- 1993–2008: Die Scharfschützen (Sharpe, Fernsehserie, 16 Folgen)
- 1994: Die Bibel – Jakob (Jacob, Fernsehfilm)
- 1994: Shopping
- 1994: Scarlett (Fernsehserie)
- 1994: Black Beauty
- 1995: James Bond 007 – GoldenEye (GoldenEye)
- 1996: Immer wieder samstags (When Saturday Comes)
- 1997: Anna Karenina
- 1998: Airborne – Bete, dass sie nicht landen! (Airborne)
- 1998: Ronin
- 1998: The Canterbury Tales (Fernsehserie, eine Folge, Stimme)
- 1999: Bravo Two Zero – Hinter feindlichen Linien (Bravo Two Zero)
- 2000: Gangsters – The Essex Boys (Essex Boys)
- 2001: Sag’ kein Wort (Don’t Say a Word)
- 2001: Der Herr der Ringe: Die Gefährten (The Lord of the Rings: The Fellowship of the Ring)
- 2002: Tom & Thomas
- 2002: Equilibrium
- 2002: Der Herr der Ringe: Die zwei Türme (The Lord of the Rings: The Two Towers, nur Special Extended Edition)
- 2003: Der Herr der Ringe: Die Rückkehr des Königs (The Lord of the Rings: The Return of the King)
- 2003: Henry VIII
- 2003: The Big Empty
- 2004: Troja (Troy)
- 2004: Das Vermächtnis der Tempelritter (National Treasure)
- 2005: The Dark
- 2005: Die Insel (The Island)
- 2005: Flightplan – Ohne jede Spur (Flightplan)
- 2005: Kaltes Land (North Country)
- 2006: Silent Hill
- 2007: The Hitcher
- 2007: Outlaw
- 2007: Far North
- 2008: Crusoe (Fernsehserie, 4 Folgen)
- 2009: Yorkshire Killer (Red Riding)
- 2010: Ca$h
- 2010: Percy Jackson – Diebe im Olymp (Percy Jackson & the Olympians: The Lightning Thief)
- 2010: Black Death
- 2010: Lost Future – Kampf um die Zukunft (The Lost Future)
- 2010: Death Race 2
- 2011: Age of Heroes
- 2011: Game of Thrones (Fernsehserie, 10 Folgen)
- 2012: Spieglein Spieglein – Die wirklich wahre Geschichte von Schneewittchen (Mirror, Mirror)
- 2012: Missing (Fernsehserie, 8 Folgen)
- 2012: Accused – Eine Frage der Schuld (Accused, Anthologie-Fernsehserie, 1 Folge)
- 2012: Cleanskin – Bis zum Anschlag (Cleanskin)
- 2012: Soldiers of Fortune
- 2012: Silent Hill: Revelation
- 2014: Wicked Blood
- 2014–2015: Legends (Fernsehserie, 20 Folgen)
- 2015: Jupiter Ascending
- 2015: Pixels
- 2015: Der Marsianer – Rettet Mark Watney (The Martian)
- 2015, 2017: The Frankenstein Chronicles (Fernsehserie, 12 Folgen)
- 2016: Der junge Messias (The Young Messiah)
- 2016: Kingsglaive: Final Fantasy XV (Stimme)
- 2017: Drone – Tödliche Mission (Drone)
- 2017: Dark River
- 2017: Broken (Miniserie, 6 Folgen)
- 2018: The Oath (Fernsehserie, 10 Folgen)
- 2018: Die Medici: Herrscher von Florenz (Medici, Fernsehserie, 8 Folgen)
- 2019: Curfew (Fernsehserie, 6 Folgen)
- 2019: World on Fire (Fernsehserie, 7 Folgen)
- 2020: Wolfwalkers (Stimme)
- 2020: Possessor
- 2021–2022: Snowpiercer (Fernsehserie)
- 2021: Time (Fernsehserie, 3 Folgen)
- 2023: Saint Seiya: Die Krieger des Zodiac – Der Film (Knights of the Zodiac)
- 2024: Shardlake (Fernsehserie, 2 Folgen)
- 2025: Deep Cover